# Osvaldo Mancini
Osvaldo Mancini (Ascoli Piceno, 10 novembre 1969) è un ex calciatore italiano, di ruolo difensore.

## Carriera
Cresce nell'Ascoli che lo fa esordire in Serie A il 6 marzo 1988 in Ascoli-Como (0-0) e poi lo impiega in un'altra occasione nella stessa stagione. In totale rimarrà ad Ascoli per nove stagioni: quattro in Serie A (per un totale di 22 presenze), quattro in Serie B (per 73 partite) ed una in Serie C1.
Dal 1996 gioca in Serie C2, prima un anno nella Maceratese, poi uno e mezzo nel Benevento ed infine per uno nella Vis Pesaro.
In seguito continua a giocare nelle serie dilettantistiche del calcio marchigiano fino alla stagione del definitivo ritiro 2012-13.

## Palmarès

### Competizioni nazionali
- Campionato italiano Serie D: 1

Campobasso: Serie D (girone H)